# Côte-Saint-Luc

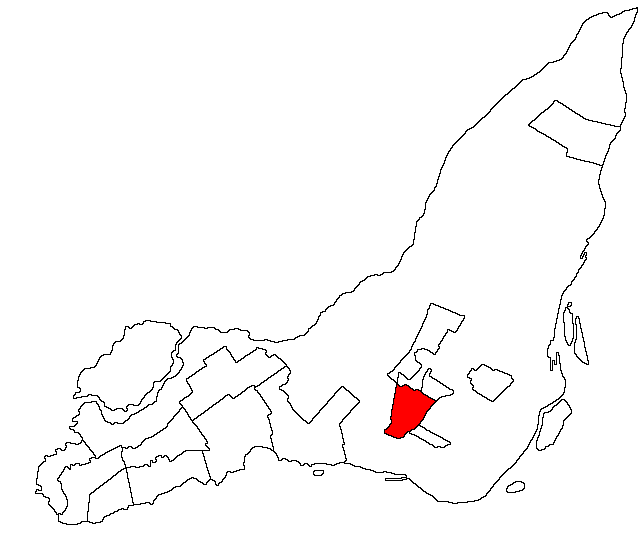
Côte-Saint-Luc na mapie wyspy Île de Montréal

Côte-Saint-Luc – miasto w Kanadzie, w prowincji Quebec, w regionie Montreal. Leży w obszarze metropolitarnym Montrealu.

## Demografia
Liczba mieszkańców Côte-Saint-Luc wynosi 32 321. Język angielski jest językiem ojczystym dla 43,8%, francuski dla 18,3%, rosyjski dla 7,8%, hebrajski dla 3,2%, jidysz dla 3,2%, rumuński dla 3,2%, hiszpański dla 2,4%, włoski dla 2,3%, perski dla 2,2%, węgierski dla 1,7%, arabski dla 1,7%, tagalog dla 1,4%, polski dla 1,1% mieszkańców (2011).